# Tempio di Flora (Cerreto Sannita)

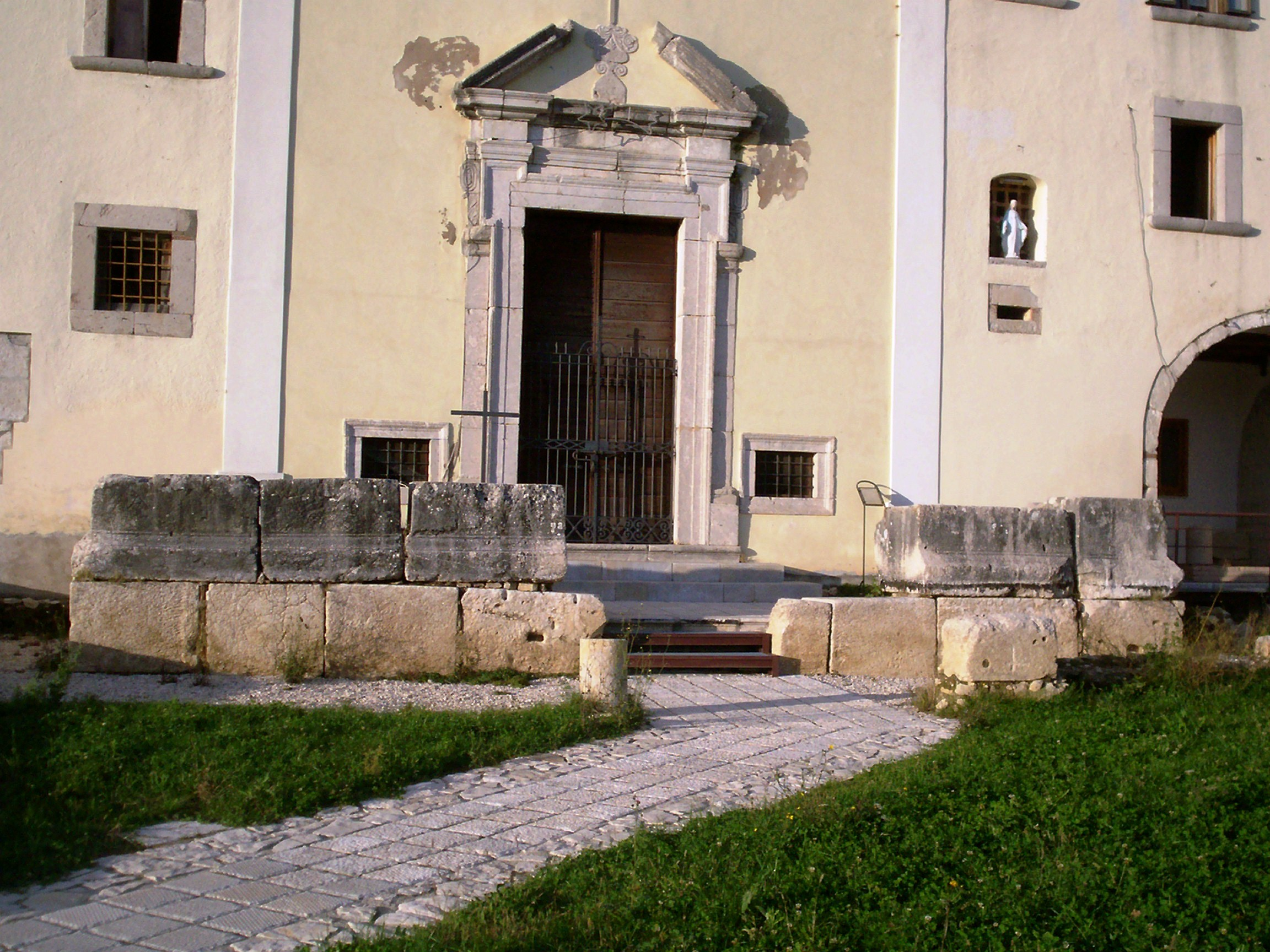
I resti del basamento del tempio siti nel sagrato della chiesa della Madonna della Libera.

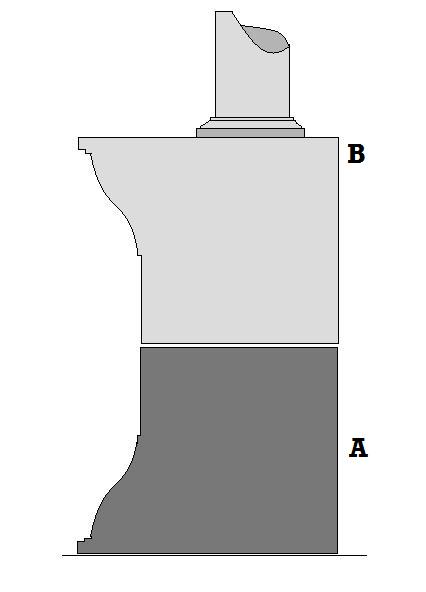
Il podio del tempio: A) parte esistente; B) ricostruzione.

Il tempio di Flora era un tempio di età sannita sito in Cerreto Sannita.

## Storia
Il tempio si trovava nel luogo dove sorgeva un insediamento sannita, probabilmente la "Cominium Ocritum" citata da Tito Livio e toccata da Annone, generale di Annibale, durante la seconda guerra punica.
Di questo villaggio sannita sono rimaste poche tracce archeologiche come delle mura a secco su monte Cigno e i resti del tempio, intitolato alla dea Flora, dea delle messi. 
Un documento scritto che avvalora la tesi di una presenza di un insediamento sannita, esistente nella zona dove sono siti i resti del tempio, deriva da un documento del notaio Mario Cappella del 1593 che evidenzia come in quell'epoca nei cerretesi si conservava ancora il ricordo di un "paese della Rocca del Cigno", corrispondente al villaggio sannita-romano che si trovava proprio nella zona compresa fra il tempio e la "Rocca" di monte Cigno (la parte terminale della montagna).
In alcuni documenti del XVII secolo la zona dove si ergeva il tempio veniva chiamata "Campo de fiore" o "Campo de fiori". Secondo alcuni storici l'appellativo "fiore" o "flore" deriverebbe da "Flora", divinità alla quale era intitolato il tempio.
Sui resti del tempio venne edificata nel corso dei secoli la chiesa della Madonna della Libera. 
Il 10 febbraio 1951 in questa zona vennero trovate una serie di monete di argento di epoca romana che avvalorano la tesi dell'esistenza di "Cominium" nella località monte Cigno-Madonna della Libera. 
Negli anni trenta del XX secolo lo storico locale Silvestro Mastrobuoni effettuò una ricognizione della zona alla ricerca di vestigia archeologiche. Su monte Cigno egli trovò e fotografò "dei pezzi di tufo che dovevano formare la volta di qualche stanza" e, nel lato settentrionale del monte, "dove si scorge una specie di piazzale ci siamo accorti di una cisterna e di tracce di mura antiche".
A seguito di alcune ricognizioni effettuate su monte Cigno dall'Ufficio storico dello stato maggiore dell'Esercito è stata scoperta la presenza di una mulattiera acciottolata, priva di destinazione d'uso attuale, e di numerosi resti di murature sannite in opera poligonale molto simili a quelle esistenti in Saepinum. Il fitto rimboschimento ha impedito di visitare la zona esplorata dal Mastrobuoni negli anni 1930, probabilmente la più ricca di resti archeologici.

## Descrizione
Del tempio sono rimasti solo alcuni blocchi poligonali siti nel sagrato della chiesa della Madonna della Libera e che costituivano la base del podio del tempio. Su questi blocchi trovavano posto degli altri blocchi di pietra squadrata messi al contrario rispetto ai precedenti. Su questi ultimi blocchi poggiavano le colonne che erano decorate da capitelli in pietra riccamente fogliati. Alcuni di questi capitelli sono stati trovati in alcune stalle dei contadini dove erano usati, dopo essere stati scavati nel mezzo, come abbeveratoi per galline.
Al centro del basamento una spaccatura permetteva l'accesso al sacello del tempio mediante una scalinata. 
Alcuni blocchi del tempio sono stati usati nel XVIII secolo per realizzare la fontana sita a poche decine di metri dalla chiesa della Madonna della Libera.